# Покорны, Иван
Иван Покорны (чеш. Ivan Pokorný: род. 12 декабря 1952, Прага) — чешский актёр и режиссёр. Лауреат МКФ Filem’on (2019).

## Биография
Окончил актёрский факультет Театрального университета Академии художеств и в 1976—1983 годах работал актёром в различных чешских театрах . У него также было несколько ролей в кино и на телевидении. В 1983 году эмигрировал в Австрию, работал преподавателем Венской консерватории, а в 1984—1998 годах — режиссёром в австрийских и немецких театрах.
В 1995 году он решил вернуться в Чешскую Республику и с тех пор работает в основном режиссёром телефильмов. Он также снимает документальные фильмы и особенно интересуется темами, связанными с культурной историей своей страны. В некоторых проектах принимает участие в качестве продюсера или сопродюсера.
Как режиссёр наиболее известен фильмами «Проблеск в холодном воскресенье» (2012), «Смерть педофила» (2004) и «Похищение домой» (2002).
Жена — сценарист и кинопродюсер Ива Прохазкова (род. 13 июня 1953).